# 5102 Benfranklin
5102 Benfranklin è un asteroide della fascia principale del diametro medio di circa 18,2 km. Scoperto nel 1986, presenta un'orbita caratterizzata da un semiasse maggiore pari a 2,7981635 UA e da un'eccentricità di 0,1975005, inclinata di 8,13064° rispetto all'eclittica.